# Luisenstraße 28 (Herne)

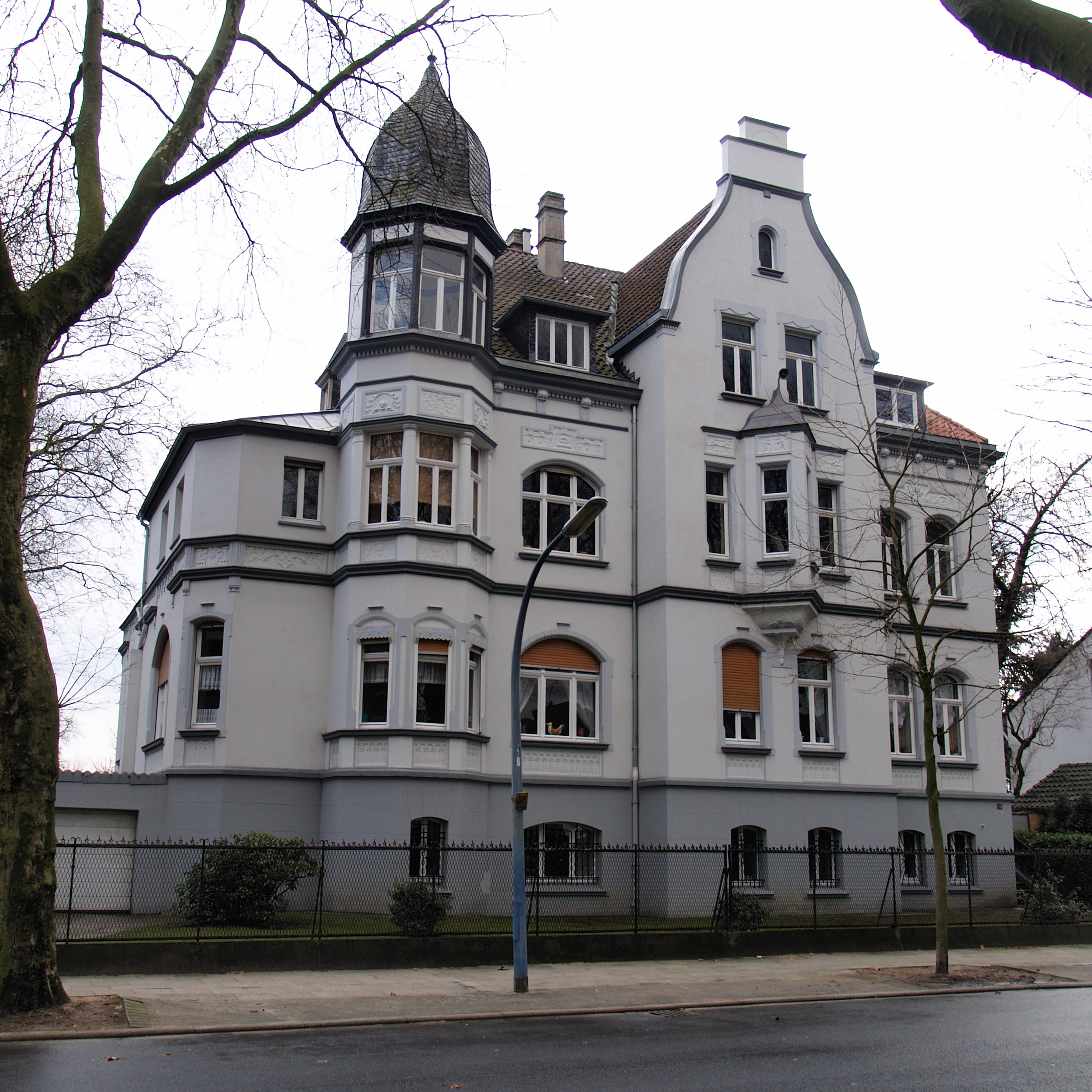
Nordostansicht (2006)

Die Villa Luisenstraße 28 in Horsthausen, einem Ortsteil der Stadt Herne, ist ein unter Denkmalschutz stehendes Baudenkmal. Die an der Südseite etwa auf halber Höhe der Luisenstraße befindliche Villa entstand im Jahr 1901 im Auftrag der „Gewerkschaft Friedrich der Große“ als Direktorenvilla für die Zeche Friedrich der Große erbaut. Der entwerfende Architekt ist nicht bekannt. Sie weist Stilelemente der kurz zuvor errichteten Villa Bochumer Straße 50 der Architekten Rasmusson & Luschmann auf.

## Beschreibung
Das Villengrundstück umfasst rund 2460 m² bei einer Tiefe von durchschnittlich 72 und einer mittleren Breite von etwa 34 Meter. Die Villa überdeckt rund 353 ² in der Grundfläche. Zu ihrer linken wurde in jüngerer Zeit eine Garage angefügt.
Die zweieinhalbgeschossige Villa gliedert sich zur Straße in sechs Achsen. Die beiden mittleren sind als Risalit ausgebildet und münden nach oben in einem geschwungenen Ziergiebel. Im ersten Obergeschoss findet sich eine besondere Akzentuierung durch Anbringung eines Dreieckerkers. Die sechste Achse an der Ostseite ist als halbrunder Erker ausgebildet, der als Ecktürmchen mit Glockendach bis in das Dachgeschoss hochgezogen ist. Die nach oben mit einem Walmdach abgeschlossene Villa ist ein Putzbau mit einfacher Stuckfassade und stilisiertem Quaderputz im Erdgeschoss. Die Fassade erfährt durch Gesimsbänder und Bogenfriese eine horizontale Gliederung. Der Eingangsvorbau an der Westseite liegt bedingt durch das Hochparterre um einige Stufen erhöht. Im Gebäudeinnern finden sich Deckenstuck und Fußbodenmosaiked der Flur wirkt durch sein Kreuzgewölbe wie ein Kirchenseitenschiff. Im rückwärtigen, parkartig ausgestalteten Gartenbereich findet sich auch ein Schutzbunker.
Die Eintragung des Gebäudes Luisenstraße 28 in die Denkmalliste der Stadt Herne erfolgte am 20. Juni 1988 (Denkmal Nr. A 49; nach anderer Quelle am 4. Juli 1988).